# Lorrie Lynch
Lorrie Lynch fue la editora senior y columnista de personalidades para la revista USA Weekend hasta 2009.
Ella entrevistó a figuras del entretenimiento y escribió la columna "Who's News" en la revista de los domingos.  Lynch se cambió de USA Weekend a USA Today, donde fue miembro del personal de fundación. Como reportera en la sección de noticias, cubrió historias nacionales y la política de Washington. Como jefa de la oficina del periódico en San Francisco, cubrió los asuntos del oeste y reportó el comiendo de la crisis nacional del SIDA.Como editora en la sección "Life", fue responsable de la cobertura diaria de celebridades.
Lynch también trabajó para periódicos en Port Huron, Ypsilanti, Traverse City, Mount Pleasant, y Battle Creek, Michigan. Además trabajó para The Sacramento Bee y The Marin County Independent Journal, ambos en California.
Lynch tiene un Grado en Periodismo por la Universidad de Míchigan Central, donde era editora del periódico del campus, CM LIFE.
Lynch dijo en una conferencia de prensa de la Asociación de Prensa Interescolar de Michigan en agosto de 2007 que ella comenzó a pensar en escribir en el segundo grado porque su abuela le animaba cuando ella escribía cartas.
Lynch también es la escritora de Exploring Journalism and the Media (2009).